# DN2
Drumul Național 2 este o șosea națională din România, cu 446 de km care leagă capitala București de frontiera cu Ucraina prin punctul vamal Siret. Străbate de la sud la nord partea de est a României (regiunile de dezvoltare Nord-Est, Sud-Est și Sud-Muntenia) și trece prin orașele: Urziceni, Buzău, Râmnicu Sărat, Focșani, Adjud, Bacău, Roman, Fălticeni, Suceava, Siret. Formează o parte din drumul european E85. Se suprapune și cu E60 pe porțiunea dintre București și Urziceni, iar în Suceava are o mică porțiune comună cu E58. Va fi în mare parte paralel cu Autostrada A7 (Autostrada Moldova), care atunci când va fi finalizată, va reduce traficul și accidentele de pe DN2.

## Structura
De la București până la intersecția cu DN28 din dreptul localității Săbăoani, Neamț (aflată la nord de Roman), șoseaua are două benzi, una pe sens, cu un acostament pe fiecare sens, de 2,5 m lățime, oficial desemnat ca bandă pentru opriri de urgență. El este însă folosit de șoferi pentru circulație pentru facilitarea depășirilor, deși lățimea drumului permite depășirea fără trecerea peste axul drumului doar atunci când ambele vehicule implicate sunt autovehicule mici sau înguste. Această situație este valabilă pe aproape întreaga porțiune de la București la Săbăoani. Există patru benzi cu lățime suficientă pentru circulație (3,5 m) doar pe anumite porțiuni: între București și ieșirea din Afumați, între Buzău și ieșirea din Mărăcineni, o parte de aproximativ 8 km din drumul între Poșta Câlnău și Oreavu (în județul Buzău) și pe poduri. Între intersecția cu DN28 și punctul de trecere în Ucraina de la Siret, DN2 este o șosea cu două benzi, câte una pe sens.
Drumul mai este cunoscut și sub numele de "drumul morții" sau "șoseaua morții". Numele se datorează numărului foarte ridicat de accidente care au loc pe această șosea, din cauza faptului că acostamentul este folosit ca o bandă de mers. În perioada 2014-2024, peste 800 de persoane și-au pierdut viața pe acest drum.
În 2019, Compania Națională de Administrare a Infrastructurii Rutiere a lansat un proiect-pilot prin care drumul este delimitat ca 2+1 alternativ, cu două benzi pe unul din sensuri și una pe celălalt. Prima porțiune unde se testează această delimitare este una de 9 km între localitățile Sinești și Movilița din județul Ialomița.
O altă porțiune amenajată astfel ca 2+1 a fost cea de la ieșirea din Buzău către Urziceni, unde în luna august 2024 avuseseră loc două accidente grave la interval de câteva zile. Între intersecția cu DN1B și începutul centurii Buzăului, se circulă pe două benzi spre Buzău și una spre Urziceni/Ploiești.

## Viteză și regim de circulație
Fiind în întregime drum național european, viteza maximă permisă pe DN2 de legislația română este de 100 km/h în afara localităților. În localități, restricția este de 50 km/h, iar în municipiul Râmnicu Sărat este de 40 km/h. În unele localități, cum ar fi Căldărușanca, Buzău și Hârlești, Bacău, este permisă o viteză mai mare, de 70 km/h. În unele zone periculoase, există restricții suplimentare.
Fiind una dintre importantele șosele ale țării, în marea majoritate a intersecțiilor DN2 este drum cu prioritate față de celelalte drumuri cu care se intersectează. Fac excepție intersecțiile organizate ca sensuri giratorii, care aplică prioritatea de stânga. Aceste intersecții sunt cele cu DN1D, cea de pe centura Buzăului în preajma podului Mărăcineni, intersecțiile de pe centura Focșaniului, cea de la Tișița cu DN24, intersecția de la Horia, Neamț (lângă Roman) și intersecția cu DN28 de lângă Săbăoani, Neamț. De asemenea, peste prioritatea DN2 se trece în intersecțiile semaforizate (cea de la Moara Domnească, una de pe centura orașului Focșani, precum și cele din orașele Râmnicu Sărat, Adjud, Bacău și Roman). O altă excepție de la regula priorității DN2 o reprezintă intersecția șoselei de centură a Buzăului (parte din DN2) cu Bulevardul Unirii, care traversează centrul orașului Buzău, intersecție aflată la baza podului Mărăcineni.

## Traseul

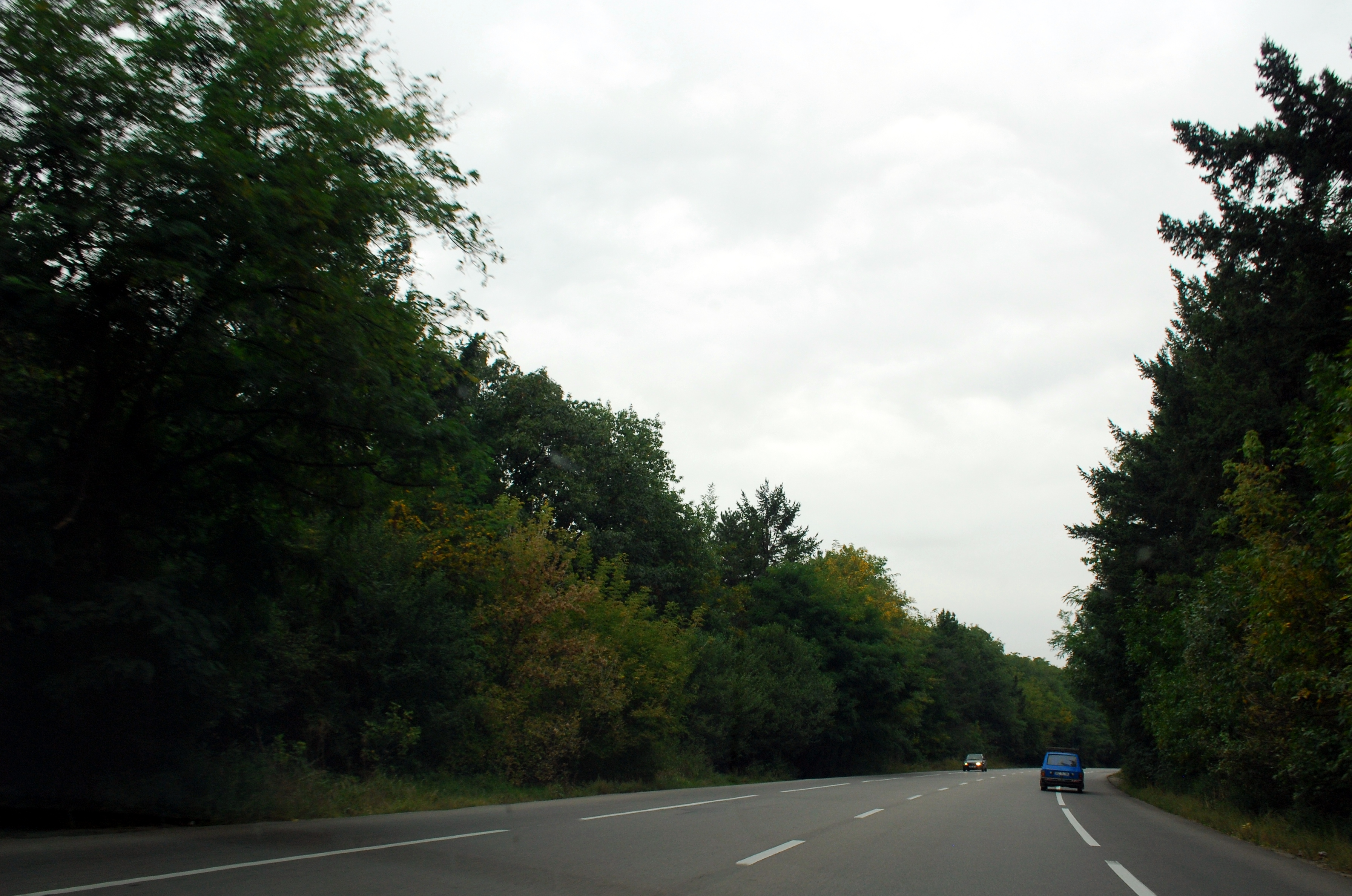
Pădurea Sinești, județul Ialomița

DN2 începe la ieșirea din București prin Șoseaua Colentina, traversând orașul Voluntari și intrând în localitatea Afumați. Aici, se întâlnește cu un drum comunal ce duce spre sud spre Moara Domnească într-o intersecție semaforizată. În centrul localității Afumați, drumul face o curbă strânsă la dreapta, îndreptându-se spre est-nord-est spre Urziceni, unde ajunge după trecerea prin pădurea Sinești și după podul peste râul Ialomița aflat la ieșirea din Coșereni. La Urziceni, drumul nu intră în oraș, ocolindu-l pe la vest. Într-o intersecție cu sens giratoriu, se întâlnește cu DN1D care vine de la Ploiești și cu DN2A care duce spre Constanța.

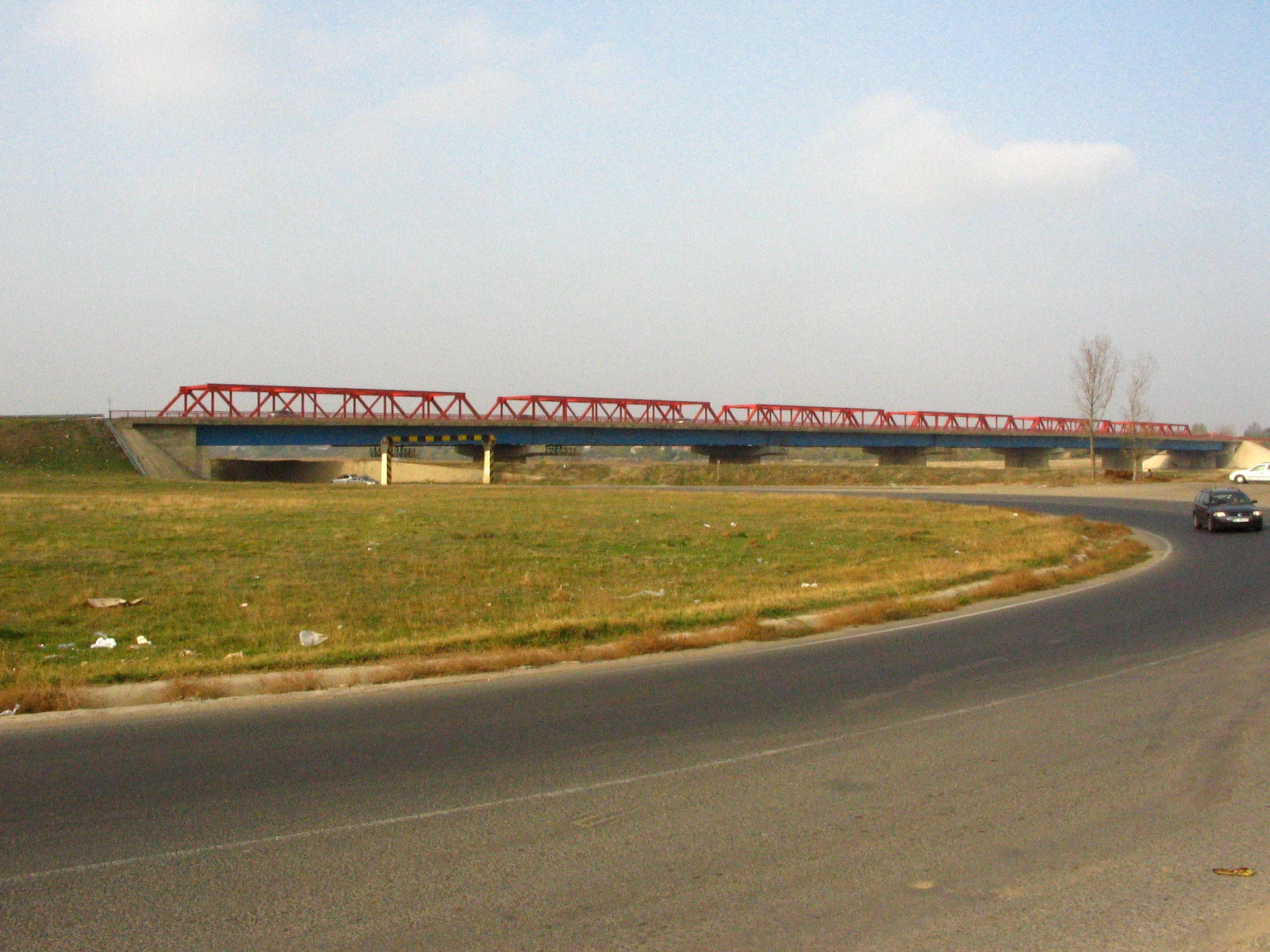
Podul Mărăcineni, peste râul Buzău, între Buzău și Mărăcineni. Șoseaua care trece pe sub pod este tot DN2, centura Buzăului

De la Urziceni, drumul continuă spre nord-nord-est prin județul Buzău, intersectându-se lângă localitatea Căldărușanca cu un drum județean ce duce spre nord la Mizil (pe DN1B) și spre est la Glodeanu-Siliștea și Pogoanele (DN2C). În dreptul localității Mihăilești, drumul trece pe lângă monumentul ce comemorează Explozia de la Mihăilești din 2004, unul dintre cele mai grave accidente de pe drumurile României. La Costești, DN2 se intersectează cu DN2C care leagă Buzăul de Slobozia. La Spătaru, se ramifică DN2B, drum care duce spre zona industrială a Buzăului și de acolo mai departe spre Brăila și Galați. După ce intră pe teritoriul administrativ al municipiului Buzău, în punctul numit „Hanul lui Țintă”, DN2 se intersectează într-un sens giratoriu cu DN1B, care leagă acest oraș de Ploiești. În pădurea Crâng, aflată aproape de intrarea în Buzău, drumul continuă spre dreapta, pe șoseaua de centură, drumul înainte ducând spre centrul orașului. DN2 continuă pe lângă calea ferată Buzău–Nehoiașu, și intră în cartierul periferic Simileasca al Buzăului, lângă fabrica de bere. Acolo este intersecția cu DN10 care duce spre Brașov pe valea Buzăului, intersecție realizată printr-un pasaj suprateran. DN2 iese din Buzău în apropierea intersecției cu strada care iese din acest oraș și trece râul Buzău pe Podul Mărăcineni, de unde drumul continuă spre Râmnicu Sărat. După ce trece râul Câlnău, drumul începe să urce pe dealurile ce formează interfluviul dintre bazinul hidrografic al Buzăului și cel al râului Râmnicu Sărat, interfluviu pe care îl traversează în dreptul punctului denumit Crucea Comisoaiei, o curbă dublă în pantă cu pericol de accidente și în care iarna viscolul acumulează zăpadă, făcând circulația dificilă. În orașul Râmnicu Sărat, după ce trece râul cu același nume, drumul se intersectează cu DN22 în punctul în care acesta își începe traseul spre Brăila, într-o intersecție semaforizată.

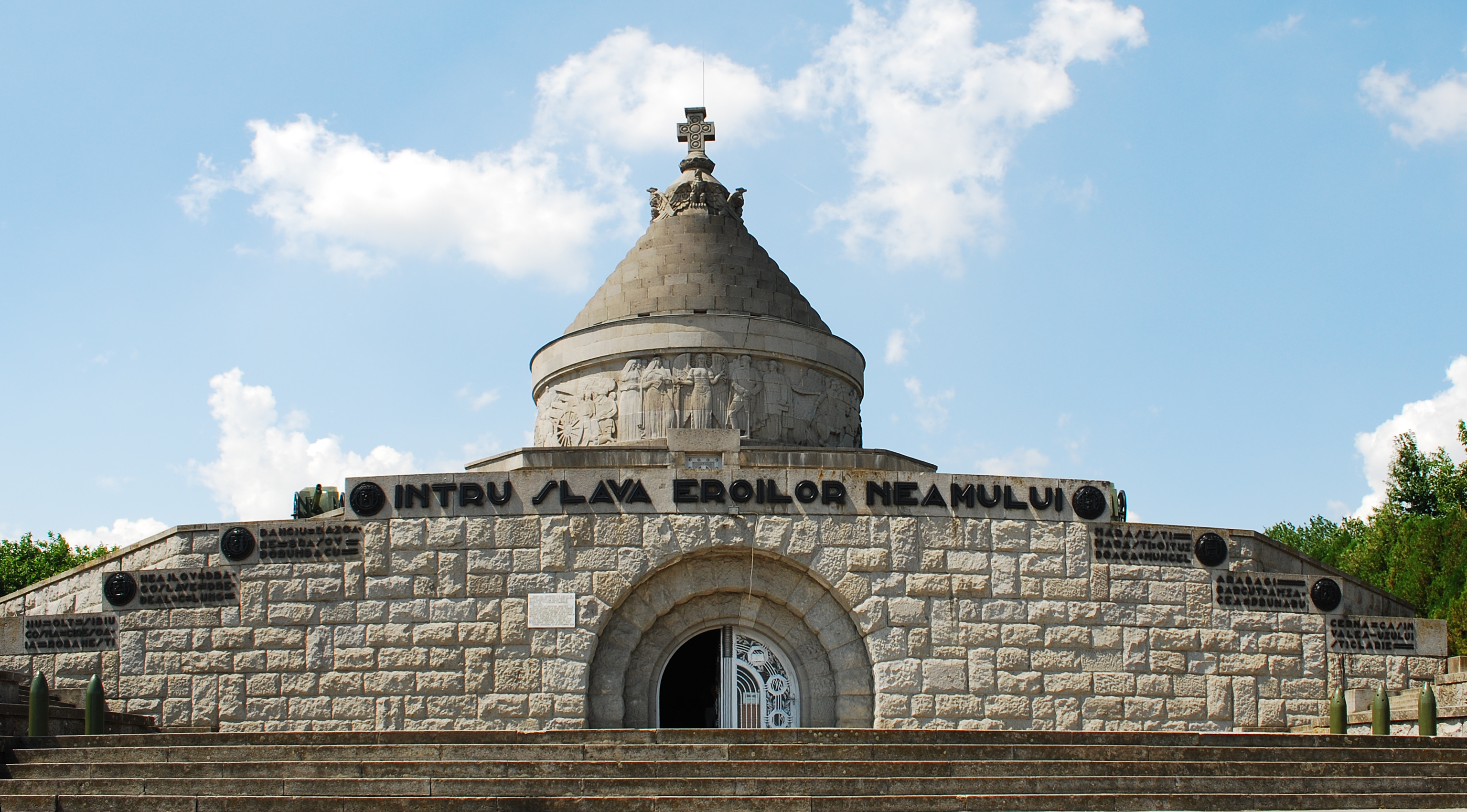
Mausoleul de la Mărășești, aflat lângă DN2, în județul Vrancea.

După Râmnicu Sărat, DN2 continuă spre nord înspre Focșani și traversează partea muntenească a județului Vrancea. Drumul trece pe lângă popasul Tâmboești, aflat lângă localitatea cu același nume și trece pe un pod râul Milcov, granița istorică dintre Muntenia și Moldova. Șoseaua ocolește centrul Focșaniului pe șoseaua de centură ce trece pe la est, intrând în oraș în zonele sale periferice. La nord de oraș, DN2 se apropie de malul drept al Siretului și traversează râul Putna în apropiere de confluența celor două râuri și, la Tișița, se intersectează cu DN24 care duce spre Tecuci și Bârlad. Înainte de intrarea în Mărășești, DN2 trece pe lângă Monumentul bătăliei din Primul Război Mondial ce a avut loc în această zonă, după care trece printr-o parte a orașului și prin mai multe localități componente ale acestuia. Orașul Adjud, la care se ajunge după trecerea podului peste Râul Trotuș, este următorul nod rutier important, DN2 intersectându-se aici cu DN11A, un drum național ce duce pe valea Trotușului spre Onești, Târgu Secuiesc și mai departe spre Brașov.
De la Adjud, șoseaua intră în județul Bacău pe care îl traversează pe direcția nord-sud, trecând, printre altele, prin localitățile Sascut, Răcăciuni și Nicolae Bălcescu. Începând cu zona Bacăului, și continuând spre cea a Romanului, unele din localitățile din apropierea drumului au comunități importante de ceangăi (romano-catolici din Moldova), fapt căruia îi stau mărturie bisericile catolice din aceste sate, cum ar fi Cleja sau Valea Mică. Municipiul Bacău este cel mai mare oraș pe care DN2 îl traversează prin centru. Aici se intersectează cu alt drum național european important, DN11, ce leagă Bacăul de Brașov prin Pasul Oituz, precum și cu DN15, drum care duce spre Piatra Neamț și mai departe prin Pasul Borsec spre Târgu Mureș și Turda. Traseul prin centrul Bacăului este marcat de mai multe intersecții semaforizate, dar urmează un traseu relativ drept, până la nord de stadionul Municipal, unde virează la dreapta într-o intersecție. În partea de nord a orașului, DN2 traversează podul peste râul Bistrița și iese din oraș spre nord. La Săucești, DN2 se intersectează cu DN2U și A7.

Hanul Ancuței, pe DN2 în județul Neamț.

Șoseaua continuă în județul Neamț, în porțiunea sud-estică a acestuia, în zona orașului Roman. La sud de Roman, DN2 se intersectează într-un sens giratoriu cu DN15D în satul Horia, apoi trece râul Moldova înainte de a intra în oraș. În Roman, drumul urmează o cale relativ dreaptă, trecând prin centrul orașului și pe lângă gară, apoi la nord spre Suceava. În apropierea localității Săbăoani, este o altă intersecție importantă, cea cu DN28, șosea ce duce spre Iași. Dincolo de aceasta, drumul continuă pe două benzi spre nord-nord-vest, trecând pe lângă Hanul Ancuței, sit istoric care a fost centrul colecției de povestiri cu același nume de Mihail Sadoveanu. După acest loc, DN2 continuă spre nord, traversând extremitatea vestică a județului Iași și intersectându-se în localitatea Moțca cu DN28A, un alt drum ce duce spre Iași prin Pașcani și în localitatea Cristești cu DN15B, drum ce vine de la Târgu Neamț și de la coada lacului Izvorul Muntelui. Mai departe, drumul urmează cursul Siretului spre Suceava și spre granița cu Ucraina, trecând peste Pârâul Graniței din localitatea Bunești județul Suceava, pârâu ce a reprezentat granița dintre România (Vechiul Regat) și Austria (Bucovina) până în 1918.